# Argentinas nationalsång
Argentinas nationalsång (Himno Nacional Argentino) skrevs 1813 av Vicente López y Planes och tonsattes av J. Blas Parera. Den antogs som nationalsång den 11 maj samma år. Från början bar sången det officiella namnet Marcha Patriótica, men har senare burit namnet Canción Patriótica Nacional, eller kortare Canción Patriótica. 1847 fick sången sin nuvarande officiella titel.
Sångens första textrad, Oid, Mortales, el grito sagrado Libertad, betyder Hör, o dödliga, det heliga ropet: frihet.
I Argentina firas nationalsångens dag den 11 maj.

## Texten på spanska
Oíd, mortales, el grito sagrado:
"¡Libertad, libertad, libertad!"
Oíd el ruido de rotas cadenas, ved en trono a la noble igualdad.
Ya su trono dignísimo abrieron las Provincias Unidas del Sud y los libres del mundo responden:
"Al gran pueblo argentino, ¡salud!
Al gran pueblo argentino, ¡salud!"
Y los libres del mundo responden:
"Al gran pueblo argentino, ¡salud!"
Estribillo
Sean eternos los laureles que supimos conseguir, que supimos conseguir.
Coronados de gloria vivamos...
¡o juremos con gloria morir!,
¡o juremos con gloria morir!,
¡o juremos con gloria morir!
Källa: